# Aaron Rodgers
Aaron Charles Rodgers, född 2 december 1983 i Chico, Kalifornien. Rodgers är quarterback i New York Jets som är ett  amerikanskt fotbollslag. Han har representerat Green Bay Packers sedan 2005 och blev säsongen 2008 den ordinarie startande quarterbacken när Packers rutinerade quarterback Brett Favre slutade. 2010 Vann Packers Super Bowl med Aaron Rodgers som quarterback och han har vunnit titeln som NFL:s mest värdefulle spelare (MVP) fyra gånger 2011, 2014, 2020 och 2021.

## College
Under sin tid i college representerade Rodgers California Golden Bears.

## Green Bay Packers
2005 blev Rodgers draftad av Packers i första rundan som #24 totalt. Under de första tre åren fick han hoppa in i totalt 7 matcher. När den dåvarande ordinarie quarterbacken Brett Favre beslöt sig för att sluta tog Rodgers över för Packers. 2010 nådde Packers Super Bowl XLV (45) där man mötte Pittsburgh Steelers där Packers gick segrande med siffrorna 31-25. Aaron Rodgers blev sedan utsedd till matchens MVP. Säsongen 2011 slog Aaron Rodgers många rekord för quarterbacks, blev 2011 års MVP och han vann alla grundspelsmatcher han startade i, dock förlorade man i första slutspelsmatchen mot New York Giants. Rodgers vann även MVP-titeln för säsongen 2014.